# Apogonia gibbiventris
Apogonia gibbiventris är en skalbaggsart som beskrevs av Kobayashi 2007. Apogonia gibbiventris ingår i släktet Apogonia och familjen Melolonthidae. Inga underarter finns listade i Catalogue of Life.